# Montañas Mortmain
Las Montañas Mortmain es una fila de Montañas ficticias que aparecen en la serie Una serie de catastróficas desdichas de Lemony Snicket. Su primera aparición fue en La pendiente resbaladiza, la décima novela.
Esta fue el área del Valle de los Cuatro Bosquejos (Valley of the Four Drafts) (Lista de VFDs) en la que los Exploradores de Nieve se reunierón en La pendiente resbaladiza, y también es el penúltimo lugar seguro de los miembros de VFD, el único otro lugar es el Hotel Denouement. Cuando El hombre sin cabello pero con barba, y la mujer sin barba pero con cabello provocaron el incendio en el penúltimo lugar seguro de los miembros de VFD, el azucarero fue lanzado por la ventana hacia la Corriente Afligida, el cual asciende en el Monte Fraught y fluye hacia el mar. Las Montañas Mortmain es el lugar donde reside Keith Henson

La cordillera es muy difícil de escalar, debido a que está hecha de gotas escarpadas y Mesetas ordenadas en una escalera como formaciones. La cordillera es muy fría durante el invierno y la primavera falsa, con ventiscas y aún más molesto el hecho de subir sobre el hielo.
Los Exploradores de Nieve es dirigido por Bruce (los lectores lo recuerdan como uno de los miembros de la Sociedad de Herpetólogos) e incluyen a personas importantes, como Quigley Quagmire, Carmelita Polainas (sobrina de Bruce) y los niños de C.M.Kornbluth y la Duquesa de Winnipeg. Hasta el momento sólo se sabe que los Exploradores de Nieve fueron secuestrados por el Conde Olaf, y la última vez que fueron vistos fue cuando eran forzados a remar en la nave de Olaf mientras Carmelita les cantaba una canción (que en realidad es como torturarlos).
- Datos: Q3861722